# Anticòs mz4
L'MZ4 és un anticòs neutralitzador d'alguns flavivirus (com el Zika i el Dengue), que pertany al grup d'anticossos MZ del sistema immunitari. El mecanisme d'actuació de l'anticòs consisteix en la desintegració de la regió d'enllaç entre els dominis I-III de la proteïna ZIKVE del virus causant de la malaltia del Zika. La seva estructura és complexa amb dues cadenes, una pesant i l'altra lleugera.

## Antecedents
Vacunes i antivirals per combatre els virus del Zika i el Dengue són molt necessaris. Tant el virus del Zika com el del Dengue són flavivirus transmesos per mosquits que provoquen la febre del Zika i la grip tropical, respectivament. Ambdós virus presenten una gran variabilitat antigènica i encara no s'ha pogut desenvolupar una vacuna. Estudis recents mostren que s'ha pogut detectar una protecció en ratolins respecte la viremia i la difusió viral provocada per l'anticòs MZ4 i que podrien existir, per tant, futures aplicacions en humans.

## Epítop
Pel virus del Zika l'epítop que és especialment vulnerable a l'MZ4 es troba en el dímer ZIKVE. L'epítop és principalment una seqüència de 9 aminoàcids presents en la zona que enllaça els dominis DI/DIII del ZIKVE del flavivirus, concretament del residu 297 al 306 (seqüència d'aminoàcids: KLRLKGVSYS). Estudis indiquen que els aminoàcids G302 i Y305 són components especialment crítics entre la unió de l'anticòs i l'epítop.

## Funció
L'anticòs MZ4 es caracteritza per la seva funció de neutralització davant el virus Zika. Aquesta es basa en el trencament d'enllaços de la zona vulnerable dels dominis DI/DIII, i en conseqüència, evita la propagació del virus ZIKVE a l'individu. L'MZ4 pertany al grup d'anticossos MZ, els quals es troben majoritàriament a la zona marginal de la melsa i la seva funció és la defensa contra malalties transmeses en sang, com la del virus Zika.

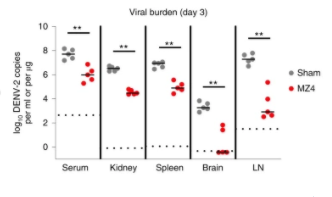
Gràfica del resultat de l'actuació de l'anticòs evitant la propagació de cèl·lules víriques a zones de l'organisme

En l'actuació de l'anticòs davant l'aparició del patogen es produeix la saturació d'anticossos MZ4, aquesta activació es realitza de manera progressiva i exponencial. L'estructura conté regions complementàries a seqüències H3 i L3, fet que provoca una gran potència de neutralització. A més, les característiques quaternàries dels seus epítops permeten una millor unió a les partícules víriques, més concretament, en la seva solapació al domini III (DIII).
Amb una dosis baixa de càrrega vírica i l'administració d'anticossos MZ4, es va poder observar un efecte molt reduït de l'actuació del virus. Fet molt significatiu, perquè implica que amb una única dosis d'MZ4 és suficient per proporcionar anticossos neutralitzants, i per tant, evitar la formació de la proteïna E present al virus. La funció de l'anticòs al llarg dels dies evita l'extensió del ZIKVE en zones com el cervell, melsa i ganglis limfàtics.

## Estructura
Aquest anticòs és el resultat d'una combinació seqüencial d'aminoàcids. Està format per cadenes H (cadenes pesants) i cadenes L (cadenes lleugeres). Cada cadena pesant conté un total de 1637 àtoms, dels quals 1033 són de carboni, 272 de nitrogen, 326 d'oxigen i 6 de sofre. Pel que fa a les cadenes lleugeres, cada una conté un total de 1604, dels quals 1002 són de carboni, 276 de nitrogen, 322 d'oxigen i 4 de sofre.
Aquesta taula mostra la geometria de les cadenes polimèriques ajustades a la densitat dels electrons. Les fraccions d'aminoàcids que contenen valors atípics per a>= 3, 2, 1 i 0 tipus de criteris geomètrics de qualitat respectivament es mostren en els segments de color verd, vermell i taronja. Els segments de color gris mostren la fracció d'aminoàcids que no estan modelats. La barra vermella superior indica la fracció de residus que no s'ajusten amb la densitat electrònica.

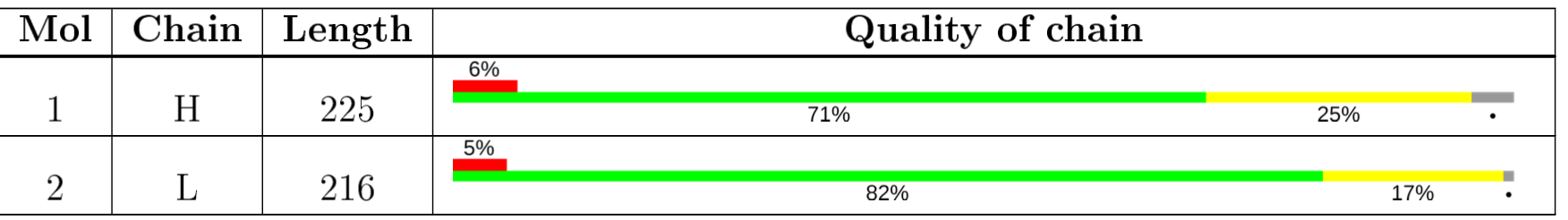
Geometria de les cadenes H i L de l'anticòs MZ4.

La seva estructura ha estat analitzada conjuntament amb el complex cristal·litzat de MZ1 i MZ4 amb ZIKV. Els epítops d'l'anticòs contenen característiques quaternàries. L'epítop superposat amb el domini III, com es pot observar a la imatge. El lloc d'unió dels mAbs de la família MZ4 s'identifica com la regió d'unió ZIKVE DI/DIII. MZ1 i MZ4 reconeixen ZIKVE d'una manera molt similar. El reconeixement MZ4 / MZ1 d'E es basa en quatre elements estructurals. En primer lloc, el CDR H1 i el CDR H2 interactuen amb DI i l'enllaç DI/DIII. En segon lloc, el CDR H3 s'uneix a l'enllaç DI / DIII complet, formant enllaços d'hidrogen, alhora que interactua amb G182 de DI. En tercer lloc, el CDR L1 ocupa més de 125 Å² de l'àrea superficial de DIII, mentre que el FR L3 interactua amb els bucles DIII BC- i DE. Per acabar, el CDR L2 s'uneix a l'enllaç DI/DIII i al DIII.
En aquesta imatge del mateix estudi s'observa:
a: El complex format per MZ1-ZIKVE i MZ4-ZIKVE.
b: Aminoàcids de contacte MZ1 i ZIKVE.
c: Alineació de seqüències d'anticossos de la família MZ4 i gens precursors de la línia germinal que interactuen amb anticossos MZ1 i MZ4.

## Aplicacions mèdiques
Actualment, la vacuna contra el virus del Zika no és oficial, ja que no ha estat aprovada per l'FDA. No obstant això, es coneixen diversos assaigs clínics amb diferents immunògens, com per exemple, el virus purificat i inactivat, fragments de RNA viral o la proteïna E, que indueixen una resposta immunitària. Aquests antigens provoquen que les cèl·lules plasmàtiques fabriquin una gran varietat d'anticossos, entre els quals es pot destacar l'MZ4. Aquest anticòs, a partir de diferents estudis, va ser definit com el més efectiu contra la neutralització del Zika i altres flavivirus, com el Dengue. D'aquesta manera, l'MZ4 participa en el qual es coneix com a reactivitat creuada. En el cas de l'MZ4, té la capacitat d'unir-se als dominis DI/DIII de l'epítop E (proteïna), que es troben tant al Zika com al Dengue, ambdós virus de la familia dels flavivirus.
Degut a això, aquest és molt important a l'hora de tractar pacients que pateixen els efectes del Zika, perquè es tracta d'un anticòs que pot resultar efectiu en seroteràpia, és a dir, quan s'injecten anticossos els quals provenen del plasma d'individus, que han superat un flavivirus a un pacient com a immunització passiva. Així, aquest individu tindrà els anticossos creats per immunització activa, a partir de l'entrada del microorganisme, i en addició, els que han estat injectats, que l'ajudaran a lluitar contra el virus.
D'aquesta manera, la creació d'una vacuna contra el Zika podria donar una immunització a gran escala a qualsevol individu, ja que s'aconsegueria provocar una resposta immunitària efectiva desencadenant la producció d'anticossos MZ4. Les cèl·lules de memòria, passat un temps, no només actuaran contra un antígen del Zika, sinó contra tots aquells virus que presentin una proteïna E similar.
Encara que no hi hagi una vacuna validada per les autoritats sanitàries, es pot dir que l'objectiu principal d'aquesta seria provocar una gran producció d'immunoglobulines MZ4, perquè aquestes, a part de donar immunització al Zika, proporcionen una defensa envers virus de característiques semblants.